# Sulimierz (Myślibórz)
Sulimierz [suˈlimjɛʂ] (deutsch Adamsdorf) ist ein Dorf in der Gmina Myślibórz in der polnischen Woiwodschaft Westpommern. Es liegt 11 km westlich von Myślibórz und 58 km südöstlich von Stettin. Der Bahnhof Sulimierz lag an der Bahnstrecke Grzmiąca–Kostrzyn.

## Persönlichkeiten
- Eike Middeldorf (1915–1995), deutscher Generalmajor, Kommandeur der 7. Panzergrenadierdivision